# 德拉塞纳
德拉塞纳是巴西圣保罗州的一个市镇。总面积488.044平方公里，总人口42107人，人口密度86.3人/平方公里。